# Paracaristius maderensis
Paracaristius maderensis is een straalvinnige vissensoort uit de familie van caristiden (Caristiidae). De wetenschappelijke naam van de soort is voor het eerst geldig gepubliceerd in 1949 door Maul.